# 国立大学法人
國立大學法人（日语：／ kokoritsu daigaku hōjin）是日本為設置國立大學，依《國立大學法人法》（2003年、平成15年制定）設立的法人。

## 在日本的国立大学

### 概要
在日本的国立大学现在作为设置了国立大学法人的大学而存在。
原本是属于文部科学省的设施等机关，根据国立学校设置法（昭和24年法律第150号、伴随国立大学法人法等的施行，关连法律的整备（平成15年法律第117号）的实施而废止。）在日本国设立。
按国立大学法人法（平成15年法律第112号）的规定，2004年4月1日国立大学转变成设置了国立大学法人的大学。原则上一个的国立大学法人对应一个大学，因此到2003年为止，从合并大学的毕业的学生毕业时的大学名跟入学时的大学名不同（例:岛根医科大学入学→岛根大学医学部毕业）。不過，經過日本國會修法後，自2020年起，首個「單一法人但有複數大學」的東海國立大學機構成立。此後，這種情況的國立大學法人陸續出現，如2022年成立的北海道國立大學機構和奈良國立大學機構。

### 国立大学的入学考试
国立大学的普通入学方式通常必须要通过大學入學共通考試，比起私立大学的普通入学考试来要求达到更大范围的学科的学力要求。这是跟美国的州立大学和私立大学的关系的不同点。

### 国立大学的名称
几乎所有的国立大学都将大学所在地的名称冠为大学名。里面以大学所在地区的名称为大学名的大学相当多，其数量超过了国立大学全体的一半。大部分都是以都道府县名为大学名的综合大学。另外，以都道府县名为大学名的大学几乎都是国立的综合大学。因此，在现实社会中，时常有以县名为大学名的国立以外的大学被当做国立的综合大学的事发生。

## 指定国立大学法人
2016年第190屆日本國會修訂了《國立大學法人法》，制定了「指定國立大學法人」（Designated National University）制。指定國立大學的目標是進一步提高日本的教育和研究水準。入選的國立大學必須具有日本最高水準的教育和研究能力，被指定後，將能獲得更多的政府補助金和更多的資金權限（包括彈性教授薪資），以吸引世界級的研究人員。
國立大學具以下資格，方可申請：
1. 該大學「科學研究力」是日本前10名。
2. 該大學「社會合作力」是日本前10名。
3. 該大學「國際化與國際知名度」是日本前10名。

由於條件嚴格，迄2024年，全日本86所國立大學中只有9所獲指定。
| 名称                                   | 所在地 | 指定日期       | 備註                                               |
| -------------------------------------- | ------ | -------------- | -------------------------------------------------- |
| 國立大學法人东京大学                   | 东京都 | 2017年6月30日  |                                                    |
| 國立大學法人京都大学                   | 京都府 | 2017年6月30日  |                                                    |
| 國立大學法人东北大学                   | 宫城縣 | 2017年6月30日  |                                                    |
| 國立大學法人東海國立大學機構名古屋大学 | 爱知縣 | 2018年3月20日  |                                                    |
| 國立大學法人東京科學大學               | 东京都 | 2018年3月20日  | 指定時為东京工业大学，與東京醫科齒科大學合併後更名 |
| 國立大學法人大阪大学                   | 大阪府 | 2018年10月23日 |                                                    |
| 國立大學法人一桥大学                   | 东京都 | 2019年9月5日   |                                                    |
| 國立大學法人東京醫科齒科大學           | 东京都 | 2020年10月15日 | 2024年10月1日併入東京科學大學後解散                |
| 國立大學法人筑波大学                   | 茨城縣 | 2020年10月15日 |                                                    |
| 國立大學法人九州大學                   | 福岡縣 | 2021年11月22日 |                                                    |